# Écozone paléarctique : plantes à graines par nom scientifique (P)

## Pa
- Pachyrhizus

- Pachystachys
  - Pachystachys lutea

### Pae
- Paeonia - Renonculacées
  - Paeonia corallina
  - Paeonia lactiflora - Pivoine de Chine
  - Paeonia officinalis - Pivoine officinale ou « Pivoine des jardins »

### Pal
- Paliurus
  - Paliurus australis - Paliure épine du Christ

- Paloveopsis

### Pan
- Panax
  - Panax ginseng - Ginseng

- Pancratium
  - Pancratium maritimum - Lis maritime, Lys de mer, Lys des sables
  - Pancratium illyricum - Pancrace d'Illyrie

- Pandorea
  - Pandorea jasminoides

- Panicum - Graminées
  - Panicum barbipulvinatum - Panic barbu
  - Panicum bicknellii - Panic de Bicknell
  - Panicum boreale - Panic boréal
  - Panicum boscii - Panic de Bosc
  - Panicum capillare - Panic capillaire, voir à Eragrostis elegans
  - Panicum clandestinum - Panic clandestin
  - Panicum columbianum - Panic du district de Columbia
  - Panicum crus-galli - Panic ou panice ou « Pied de coq »
  - Panicum depauperatum - Panic appauvri
  - Panicum dichotomiflorum - Panic à fleurs dichotomes
  - Panicum flexile - Panic flexible
  - Panicum gattingeri - Panic de Gattinger
  - Panicum lanuginosum - Panic laineux
  - Panicum latifolium - Panic à feuilles larges
  - Panicum linearifolium - Panic à feuilles linéaires
  - Panicum miliaceum
  - Panicum philadelphicum - Panic de Philadelphie
  - Panicum subvillosum - Panic subvilleux
  - Panicum tuckermani - Panic de Tuckerman
  - Panicum virgatum - Panic raide
  - Panicum xanthophysum - Panic jaunâtre

- Panurea

### Pap
- Papaver - Papavéracées
  - Papaver alpinum - Pavot des Alpes
  - Papaver argemone - Pavot argémone
  - Papaver bracteatum - Pavot à bractées
  - Papaver glaucum - Pavot tulipe
  - Papaver nudicaule - Pavot d'Islande
  - Papaver orientale - Pavot d'Orient
  - Papaver rhoeas - Coquelicot
  - Papaver somniferum - Pavot à opium

### Par
- Paradisea - Liliacées
  - Paradisia liliastrum - Paradisie ou Lis des Alpes

- Paramachaerium

- Parapiptadenia

- Parentucellia
  - Parentucellia viscosa - Parentucelle

- Parietaria
  - Parietaria officinalis

- Paris - Mélanthiacées
  - Paris quadrifolia - Parisette à quatre feuilles

- Parkia

- Parkinsonia

- Parnassia
  - Parnassia kotzebuei
  - Parnassia parviflora

- Parodia (Cactus)
  - Parodia crassigiba

- Parrotia
  - Parrotia persica

- Parrotiopsis
  - Parrotiopsis jacquemontiana

- Parthenium
  - Parthenium aureum

### Pas
- Passiflora - Passifloracées
  - Passiflora incarnata - Passiflore
  - Passiflora caerulea - Passiflore ou Fleur de la passion
  - Passiflora edulis - Passiflore
  - Passiflora quadrangularis - Passiflore

- Pastinaca - Apiacées
  - Pastinaca sativa - Panais

### Pau
- Paullinia - Sapindacées
  - Paullinia cupana - Guarana

- Paulownia
  - Paulownia fargesii
  - Paulownia fortunei
  - Paulownia kawakamii
  - Paulownia taiwaniana
  - Paulownia tomentosa

## Pe
- Pedicularis - Scrophulariacées
  - Pedicularis palustris - Pédiculaire des marais
  - Pedicularis verticillata - Pédiculaire verticillée

### Pel
- Pelargonium - Géraniacées
  - Pelargonium grandiflorum - Géranium élégant
  - Pelargonium hederaefolium
  - Pelargonium peltatum - Géranium lierre
  - Pelargonium regale ou Pelargonium domesticum - Pélargonium à grandes fleurs ou « Pélargonium des fleuristes »

- Pellaea
  - Pellaea rotundifolia - Pelléa

- Peltandra
  - Peltandra virginica
    - Peltandra virginica virginica

- Peltogyne

- Peltophorum

### Pen
- Pentaclethra

- Pentaphylloides
  - Pentaphylloides floribunda

- Penstemon - Scrophulariacées

### Pep
- Peperomia
  - Peperomia caperata
  - Peperomia obtusifolia

### Per
- Periandra

- Pericallis
  - Pericallis hybrida - Cinéraire hybride

- Perilla
  - Perilla frutescens - Pérille de Nankin

- Pernettya
  - Pernettya mucronata

- Persicaria, alias Polygonum

### Pet
- Petaladenium

- Petroselinum - Apiacées
  - Petroselinum sativum ou Carum petroselinum - Persil

- Petunia - Solanacées
  - Petunia alba
  - Petunia grandiflora - Pétunia à grandes fleurs
  - Petunia hybrida

### Peu
- Peucedanum
  - Peucedanum schottii - Peucédan de Schott
  - Peucedanum austriacum

- Peumus
  - Peumus boldus - Boldo

## Ph
Écozone paléarctique : plantes à graines par nom scientifique (PH)

## Pi

### Pic
- Picea - Pinacées
  - Picea abies - Épicéa
  - Picea alcoquiana
  - Picea asperata
  - Picea balfouriana
  - Picea glehnii - Épinette de Glehn
  - Picea jezoensis
  - Picea koraiensis - Épinette de Corée
  - Picea koyamae
  - Picea likiangensis
  - Picea maximowiczii
  - Picea morrisonicola
  - Picea obovata
  - Picea omorika
  - Picea orientalis - Épinette d'Orient
  - Picea purpurea
  - Picea schrenkiana
  - Picea smithiana
  - Picea sitchensis - Épinette de Sitka
  - Picea torano
  - Picea wilsonii

### Pie
- Pieris
  - Pieris japonica

### Pil
- Pilea
  - Pilea cadierei
  - Pilea microphylla - Plante au feu d'artifice

### Pim
- Pimpinella - Ombellifères
  - Pimpinella anisum - Anis vert

### Pin
- Pinguicula - Lentibulariacées
  - Pinguicula alpina - Grassette des Alpes
  - Pinguicula grandiflora - Grassette à grandes fleurs
  - Pinguicula vulgaris - Grassette commune

- Pinus - Pinacées
  - Pinus armandi
    - Pinus armandi var. mastersiana

  - Pinus bhutanica
  - Pinus brutia
  - Pinus bungeana
  - Pinus canariensis
  - Pinus cembra - Pin Cembra
  - Pinus densata
  - Pinus densiflora
  - Pinus gerardiana
  - Pinus halepensis
  - Pinus heldreichii - Pin de Heldreich
  - Pinus kesiya
  - Pinus koraiensis - Pin de Corée
  - Pinus merkusii - Pin de Merkus
  - Pinus morrisonicola
  - Pinus mugo - Pin mugo
    - Pinus mugo subsp. uncinata - Pin à crochets

  - Pinus nigra - Pin noir
    - Pinus nigra subsp. nigra - Pin noir d'Autriche
    - Pinus nigra subsp. salzmannii - Pin laricio

  - Pinus parviflora
  - Pinus peuce
  - Pinus pinaster - Pin maritime
  - Pinus pinea
  - Pinus pumila - Pin nain
  - Pinus roxburghii
  - Pinus sibirica - Pin de Sibérie
  - Pinus sylvestris - Pin sylvestre
  - Pinus tabuliformis
  - Pinus taiwanensis - Pin de Taiwan
  - Pinus thunbergii - Pin de Thunberg
  - Pinus wallichiana

### Pip
- Piptatherum
  - Piptatherum coerulescens (Desf.) P.Beauv.
  - Piptatherum miliaceum (L.) Coss.
  - Piptatherum paradoxum (L.) P.Beauv.
  - Piptatherum virescens (Trin.) Boiss.

- Piptadenia

### Pis
- Pistacia
  - Pistacia lentiscus - Pistachier lentisque
  - Pistacia terebinthus - Pistachier térébinthe
  - Pistacia vera

- Pisum - Légumineuse
  - Pisum sativum - Petit pois

### Pit
- Pithecellobium

- Pittosporum
  - Pittosporum tobira - Pittosporum

## Pl

### Pla
- Pladycladus
  - Pladycladus orientalis

- Plantago - Plantaginacées
  - Plantago afra
  - Plantago albicans
  - Plantago alpina
  - PLantago altissima
  - Plantago amplexicaulis
  - Plantago arenaria
  - Plantago argentea
  - Plantago aristata
  - Plantago asperrima
  - Plantago atrata
  - Plantago bellardii
  - Plantago cornuti - Plantain de Cornut
  - Plantago coronopus
  - Plantago crassifolia
  - Plantago cretica
  - Plantago gentianoides
  - Plantago lagopus
  - Plantago lanceolata - Plantain lancéolé
  - Plantago loeflingii
  - Plantago macrorhiza
  - Plantago major - Plantain majeur
  - Plantago maritima - Plantain maritime
  - Plantago maxima
  - Plantago media - Plantain intermédiaire
  - Plantago minuta
  - Plantago monosperma
  - Plantago nivalis
  - Plantago notata
  - Plantago ovata - Ispaghul
  - Plantago reniformis
  - Plantago schwarzenbergiana
  - Plantago sempervirens

- Platanthera - Orchidacées
  - Platanthera bifolia - Platanthère à deux feuilles
  - Platanthera blephariglottis
  - Platanthera chlorantha - Platanthère à fleurs vertes
  - Platanthera flava
  - Platanthera orbiculata

- Platanus
  - Platanus orientalis - Platane oriental
  - Platanus occidentalis - Platane occidental
- Plathymenia

- Platycyamus

- Platymiscium

- Platypodium

### Ple
- Pleioblastus
  - Pleioblastus amarus
  - Pleioblastus argenteostriatus
  - Pleioblastus chino
  - Pleioblastus fortunei
  - Pleioblastus gramineus
  - Pleioblastus hindsii
  - Pleioblastus kongosenansis
  - Pleioblastus kozumae
  - Pleioblastus linearis
  - Pleioblastus oleosus
  - Pleioblastus pumilus - Bambou nain
  - Pleioblastus pygmaeus
  - Pleioblastus shibuyanus
  - Pleioblastus simonii
  - Pleioblastus solidus
  - Pleioblastus viridistriatus

- Pleuropogon
  - Pleuropogon sabinei

### Plu
- Plumbago - Plumbaginacée
  - Plumbago auriculata - Dentelaire du Cap
  - Plumbago capensis
    - Plumbago capensis alba

  - Plumbago larpentae ou Ceratostigma plumbaginoides

## Po
Écozone paléarctique : plantes à graines par nom scientifique (PO)

## Pr
- Prasium
  - Prasium majus

### Pre
- Prenanthes
  - Prenanthes purpurea - Prénanthe pourpre

### Pri
- Primula - Primulacées
  - Primula allionii
  - Primula apennina
  - Primula auricula - Oreille d'ours
  - Primula carniolica
  - Primula clusiana
  - Primula daonensis
  - Primula deorum
  - Primula egaliksensis
  - Primula elatior - Primevère élevée
  - Primula farinosa
  - Primula frondosa
  - Primula glaucescens
  - Primula glutinosa
  - Primula halleri
  - Primula hirsuta - Primevère hérissée
  - Primula integrifolia
  - Primula japonica - Primevère du Japon
  - Primula kitaibeliana
  - Primula latifolia
  - Primula longiscapa
  - Primula marginata
  - Primula minima
  - Primula nutens
  - Primula obconica - Primevère d'appartement
  - Primula palinuri
  - Primula pedemontana
  - Primula scandinavica
  - Primula scotica
  - Primula spectabilis
  - Primula stricta
  - Primula tyrolensis
  - Primula veris - Coucou
  - Primula villosa
  - Primula vulgaris - Primevère commune
  - Primula wulfeniana

### Pro
- Proserpinaca
  - Proserpinaca palustris

- Prosopis

- Prostanthera
  - Prostanthera cuneata

### Pru
- Prunella - Lamiacées
  - Prunella grandiflora - Brunelle à grandes fleurs
  - Prunella hastifolia - Brunelle à feuilles hastées
  - Prunella hyssopifolia - Brunelle à feuilles d'hysope
  - Prunella laciniata - Brunelle laciniée
  - Prunella vulgaris - Brunelle commune

- Prunus - Rosacées
  - Prunus amygdalus
  - Prunus armeniaca - Abricotier
  - Prunus avium - Merisier
  - Prunus brigantina -
  - Prunus cerasifera
  - Prunus cerasus - Cerisier
  - Prunus cocomilia
  - Prunus depressa - Cerisier déprimé ou « Cerisier de sable »
  - Prunus domestica - Prunier domestique
  - Prunus dulcis - Amandier
  - Prunus fruticosa
  - Prunus glandulosa
  - Prunus gondouinii
  - Prunus insititia
  - Prunus laurocerasus
  - Prunus lusitanica - Laurier du Portugal
  - Prunus mahaleb - Cerisier de sainte Lucie
  - Prunus maackii
  - Prunus padus - Cerisier à grappe (bois puant)
  - Prunus persica - Pêcher
  - Prunus prostrata
  - Prunus pseudocerasus
  - Prunus pumila - Cerisier nain
    - Prunus pumila depressa - Cerisier nain

  - Prunus ramburii
  - Prunus serotina - Cerisier tardif ou « Cerisier d'automne »
  - Prunus spinosa - prunellier
  - Prunus serrulata
  - Prunus tenella
  - Prunus webbii
  - Prunus × gondouinii

## Ps

### Pse
- Pseudocydonia
  - Pseudocydonia sinensis

- Pseudofumaria - fam. Fumariacées
  - Pseudofumaria lutea - Corydale jaune

- Pseudopiptadenia

- Pseudosasa
  - Pseudosasa guangxianensis
  - Pseudosasa japonica

- Pseudotsuga
  - Pseudotsuga japonica
  - Pseudotsuga sinensis

### Psi
- Psidium
  - Psidium cattleianum - Goyavier de Chine
  - Psidium edulis
  - Psidium guajava

### Psoil
- Psophocarpus

- Psoralea - Fabacées voir Bituminaria
  - Psoralea bituminosa - Psoralée bitumineuse

## Pt
- Ptelea
  - Ptelea trifoliata - Ptéléa trifolié

- Pterocarpus
  - Pterocarpus macrocarpus

- Pterodon

- Pterogyne

### Pti
- Ptilostemon
  - Ptilostemon casabonae - Ptilostemon

## Pu

### Puc
- Puccinellia
  - Puccinellia ambigua - Puccinellie ambiguë
  - Puccinellia angustata - Puccinellie étroite
  - Puccinellia coarctata
  - Puccinellia distans - Puccinellie à fleurs distantes
  - Puccinellia langeana - Puccinellie de Lange
  - Puccinellia laurentiana - Puccinellie laurentienne
  - Puccinellia lucida - Puccinellie brillante
  - Puccinellia macra
  - Puccinellia maritima - Puccinellie maritime
  - Puccinellia paupercula - Puccinellie maigre
  - Puccinellia phryganodes
  - Puccinellia tenella
  - Puccinellia vahliana

### Pue
- Pueraria

### Pul
- Pulicaria
  - Pulicaria sicula - Pulicaire de Sicile
  - Pulicaria vulgaris - Pulicaire vulgaire

- Pulmonaria
  - Pulmonaria officinalis

- Pulsatilla - Renonculacée
  - Pulsatilla blanda - Anémone de Grèce
  - Pulsatilla coronaria - Anémone des fleuristes
  - Pulsatilla japonica - Anémone du Japon
  - Pulsatilla nemorosa - Anémone sylvie
  - Pulsatilla sulphurea - Anémone soufrée
  - Pulsatilla vulgaris - Anémone pulsatille

### Pun
- Punica - Lythracées
  - Punica granatum - Grenadier

## Py

### Pyc
- Pycnanthemum
  - Pycnanthemum virginianum virginianum

### Pyr
- Pyracantha
  - Pyracantha coccinea

- Pyrola
  - Pyrola chlorantha
  - Pyrola elliptica
  - Pyrola minor

- Pyrus - Rosacées
  - Pyrus calleryana
  - Pyrus communis - Poirier
  - Pyrus floribunda
  - Pyrus pyrifolia - Nashi
  - Pyrus pyraster
  - Pyrus salicifolia

Voir aussi Plantes par nom scientifique.